# Roy Bittan
Roy Bittan, noto anche con lo pseudonimo di The Professor (New York, 2 luglio 1949), è un musicista e compositore statunitense, meglio conosciuto come pianista e organista della E Street Band e collaboratore di Bruce Springsteen.

## Carriera musicale
Roy Bittan nella E Street Band è entrato in sostituzione di David Sancious dopo i primi due album di Springsteen e il primo disco registrato con il Boss è Born to run.
Utilizza per le registrazioni in studio tastiere Yamaha, ma dal vivo fa uso anche di tastiere Kurzweil e Korg. 
Oltre che tastierista è anche fisarmonicista e dopo la morte di Danny Federici, storico fisarmonicista della E Street Band, è lui a suonare l'assolo di fisarmonica in "4th of july asbury park (Sandy)"
Ha partecipato alla realizzazione di molti successi, in particolare collaborando con altri artisti come Bon Jovi, David Bowie, Lou Reed, Jackson Browne, Tracy Chapman, Chicago, Catie Curtis, Dire Straits, Peter Gabriel, Meat Loaf, Stevie Nicks, Bob Seger, Patty Smyth, Jim Steinman e Bonnie Tyler.
Nel 2015 realizza il suo primo disco solista Out Of The Box. Si tratta di un album interamente strumentale e autoprodotto disponibile solo per il mercato statunitense.

## Discografia Solista
Out of the box (2015)

## Discografia con Bruce Springsteen
- 1975 – Born to Run
- 1978 – Darkness on the Edge of Town
- 1980 – The River, doppio
- 1984 – Born in the U.S.A.
- 1987 – Tunnel of Love
- 1992 – Human Touch
- 1992 – Lucky Town
- 2002 – The Rising
- 2005 – Devils & Dust
- 2007 – Magic
- 2009 – Working on a Dream
- 2012 – Wrecking Ball
- 2014 – High Hopes

### Album dal vivo
- 1986 – Live/1975-85, quintuplo
- 1993 – In Concert MTV Plugged
- 2001 – Live in New York City, doppio
- 2006 – Hammersmith Odeon London '75, doppio
- 2007 – Bruce Springsteen with the Sessions Band: Live in Dublin, doppio

### Raccolte
- 1995 – Greatest Hits, raccolta contenente nuovi brani
- 1998 – Tracks, quadruplo, raccolta di inediti
- 1999 – 18 Tracks, raccolta di inediti
- 2003 – The Essential Bruce Springsteen, triplo, raccolta con inediti
- 2009 – Greatest Hits
- 2010 – The Promise, doppio, raccolta di inediti
- 2013 – Collection: 1973 - 2012

## Discografia con altri
Nelly Furtado:The spirit indestructible (2012)
Chicago: Chicago 25 the  Christmas album (1998)
Chicago:Chicago
XXVI – the live album (1998)
Chicago: The very bast of only the beginning (2002)
Chicago: Story the complete greatest hits 1967-2002 (2003)
Chicago: The box (2003)
Chicago: Christmas: what's it gonna be santa?
Chicago: Ultimate Christmas collection (2012)
Peter Gabriel: 1 (1977)
Peter Gabriel: 2 (1978)
Peter Gabriel: Revisited (1992)
Russell Morris: 2
Celine Dion: Falling into you (1996)
Celine Dion: It's all coming back to me now (1996)
Celine Dion: All the way: a decade of song (1999)
Celine Dion: My love essential collection (2008)
Anne Feeney: Look to the left (1989)
Thinkman: Hard hat zone (1990)
Chris Mancini: No strings
Stevie Nicks: Bella donna (1981)
Stevie Nicks: The wild heart (1983)
Stevie Nicks: Timescape: the best of (1991)
Stevie Nicks: Street angel (1994)
Stevie Nicks: Maybe love will change your mind (1994)
Stevie Nicks: Enchanted: the works of (1998)
David Lanz: Songs from an english garden (1998)
Jimmie Mack & the jumpers: Jimmy Mack (1981)
Lou Reed: Set the twilight reeling (1996)
Will T Massey: Will T massey (1991)
The thorns:  The thorns (2003)
Revolver: Grandes exitos (2005)
Niki Aukema: Nothing free
Donna Summer: Donna Summer (1982)
Bob Seger & the silver bullet band: The distance (1982)
Bob Seger & the silver bullet band: The fire inside (1991)
Bob Seger & the silver bullet band: Greatest hits (1994)
Bob Seger & the silver bullet band: It's a mystery (1995)
Bob Seger & the silver bullet band: Greatest hits vol 2 (2003)
Bob Seger & the silver bullet band: Ultimate hits: rock and roll never forgets (2011)
Rick Derringer: Good dirty fun (1983)
Disappear fear: Seed in the sahara (1996)
Unit pride: Then & now (2002)
Lauren Ellis: Push the river (1999)
Usa For Africa: We Are The World (1985)
Meat loaf: Bat out of hell (1977)
Meat loaf: Dead ringer (1981)
Meat loaf: Bat out of hell II: back into hell (1993)
Meat loaf: Thevery best of (1998)
Meat loaf: Discover (2007)
Meat loaf: Greatest hits (2008)
Meat loaf: Collections (2008)
Pandora’s box: Original sin (1989)
Tsuyoshi Nagabochi: Captain of the ship (1997)
The Jeff Healey band: Cover to cover (1995)
Barbara Streisand: Emotion (1984)
Schwayze: Let it beat (2009)
Fleetwood mac: Rumors (1977)
Lucinda Williams: Car wheels on a gravel road (1998)
Bon jovi: Bon jovi (1984)
Bon jovi: Chronicles (2006)
Bon jovi: Tour box (2010)
Garland Jeffreys I'm alive (2006)
Andrew lloyd Webber: Now and forever box set (2001)
Catie Curtis: Catie Curtis (1997)
Bonnie Tyler: Faster than the speed of night (1983)
Bonnie Tyler: Secret dreams & forbidden fire (1986)
Bonnie Tyler: Bitterblue (1991)
Bonnie Tyler: Greatest hits (2008)
Bob Dylan: The bootleg series vol 1-3 (rare & unreleased) 1961-1991 (1991)
Tracks: Even a broken clock is right twice a day (1972)
Jim Steinman: Bad for good (1981)
Herb Alpert: Keep your eye on me (1987)
Warren Zevon: I'll sleep when I'm dead (1996)
Warren Zevon: Genius the best of (2002)
Warren Zevon: Reconsider
me the love songs (2006)
Patti Scialfa: Rumble doll (1993)
Tracy Chapman: Matters of the heart (1992)
Tracy Chapman: Collection (2001)
Gary U.S. Bonds: Dedication (1981)
Gary U.S. Bonds: On the line (1982)
Evan Johns & his h-bombs: Bombs away (1989)
Louis Charles Robinson: Ups & downs (1972)
Louis Charles Robinson: House cleaning blues (1974)
Jackson Browne: The pretender (1976)
Jackson Browne:The very best of (2004)
David Bowie: Station to station (1976)
David Bowie: Scary monsters (1980)
David Bowie: Sound + vision (1989)
David Bowie: Changes  (1990)
Rusty Wier: Stacked deck (1977)
Ian Hunter: You're never alone with a schizoprenic (1979)
Ian Hunter: Once bitten twice shy (2000)
Patty Smyth: Patty Smyth (1992)
Patty Smyth: Sometimes love just ain't enough (1992)
Patty Smyth: Greatest hits (1998)
Air supply: Greatest Hits (1988)
Dire straits: Making movies (1988)
Dire straits: Money for nothing (1988)
Garland Jeffreys: Escape artist (1981)
Vari: No nukes (1980)
Vari: Roadhouse (1989)
Vari: The wrestling album (epic) (1994)
Vari: The concert for the rock and roll hall of fame (1996)
Vari: One step/two steps back the song of bruce springsteen (1997)
Vari: Jack frost (1998)
Vari: Whistle down the wind (1998)
Vari: Respond (1999)
Vari: Pop music: the moder era 1976-1999 (1999)
Vari: Rock train Kept a rollin'(1999)
Vari: Wwf music box set (1999)
Vari: Wrestling album (1999)
Vari: Gospel truth magazine & cd vol 3 no 10 (2002)
Vari: Just because I'm a woman: the songs of dolly parton (2003)
Vari: Steppin tojazz (2004)
Vari: The grass is always bluer (2004)
Vari: Classic rock ballads (2005)
Vari: Halloween a go go (2008)
Vari: True Blood (music from the ho original series) (2009)
Vari: The 25th
anniversary rock & roll hall of fame concerts (2010)
Vari: Songs from japan (2011)
Vari: A very special Christmas vols 1-2 (2011)
Vari: 12/12/12: the concert for sandy relief (2013)